# Eastchester–Avenida Dyre (línea de la Avenida Dyre)
La estación Eastchester–Avenida Dyre es una estación en la línea de la Avenida Dyre del Metro de la Ciudad de Nueva York. Localizada en la Avenida Dyre y East 233rd Street en el Bronx barrio de Eastchester, recibe pasajeros de los trenes del servicio 5.
La estación abrió originalmente el 29 de mayo de 1912 como una estación local del Ferrocarril de Nueva York, Westchester y Boston, y fue cerrada el 12 de diciembre de 1937 cuando el NYW&B se fue a bancarrota. En 1940, la ciudad de Nueva York compró el derecho de vía del Bronx y el sur del condado de Westchester. En 1941, un servicio de transbordo fue implementado entre la Avenida Dyre y East 180th Street usando las puertas de los vagones de la IRT. En 1957, una conexión física fue hecha hacia la línea White Plains Road.
Con el paso de los años, las dos plataformas locales fueron removidas, aunque quedó una pequeña sección en el extremo norte. La configuración actual emplea a los trenes locales con sentido norte y los trenes con sentido sur en las vías de los expresos, con una plataforma central puestas sobre las vías de sentido norte.
El extremo norte de la estación está en un terraplén elevado, mientras que el del extremo sur está en una estructura elevada. La entrada de la estación está abajo al nivel de la calle.

## Conexiones de autobuses
- Bx16
- Bx30
- Bee Line #52
- Bee Line #55
- Bee Line #60
- Bee Line #61